# Hans-Ulrich Herold
Hans-Ulrich Herold (* 11. August 1921 in Brieg; † 13. April 2013) war ein deutscher Gebrauchsgrafiker und Illustrator.

## Leben und Werk
Herold kam in der Folge des Zweiten Weltkriegs aus Niederschlesien in die Sowjetische Besatzungszone. Von 1947 bis 1949 absolvierte er eine Lehre als Schriftsetzer. Daneben machte er bis 1953 ein Fernstudium für Grafik am Institut für künstlerische Werkgestaltung Burg Giebichenstein. Danach arbeitete er in Halle/Saale als freischaffender Gebrauchsgrafiker. Bedeutung erlangte er vor allem als Illustrator einer großen Zahl von Büchern des Verlags Koehler & Amelang zu kulturhistorischen Themen.
Herold war bis 1990 Mitglied des Verbands Bildender Künstler der DDR (VBK) und bis zu seinem Ableben der Salzwirker-Brüderschaft im Thale zu Halle.

## Teilnahme an zentralen und wichtigen regionalen Ausstellungen in der DDR (mutmaßlich unvollständig)
- 1958, 1982/1983 und 1987/1988: Dresden, Vierte Deutsche Kunstausstellung und IX. und X. Kunstausstellung der DDR
- 1962: Halle/Saale, Staatliche Galerie Moritzburg („Kunstausstellung 1962“ des Bezirksverbands Halle des VBK)
- 1974 und 1979: Halle, Bezirkskunstausstellungen
- 1979: Berlin, Ausstellungszentrum am Fernsehturm („Buchillustrationen in der DDR. 1949–1979“)